# Ein pikantes Geschenk
Ein pikantes Geschenk (Originaltitel: Le Cadeau) ist ein französisch-italienischer Film aus dem Jahr 1982.

## Handlung
Zur Pensionierung machen die Kollegen dem kleinbürgerlichen Bankier Grégoire Dufour eine Reise nach Venedig inklusive der Dienste eines Callgirls als Geschenk. Nachdem Dufour sich im zweiten Frühling wiederfindet, will er die Reise in ähnlicher Weise mit seiner Ehefrau Antonella wiederholen. Er schlägt ihr vor, dabei so zu tun, als kenne man sich nicht. Antonella aber riecht Lunte und stellt ihre eigenen Spielregeln auf.

## Kritiken
- Prisma-Online bezeichnet den Film als „spritzige, aber äußerst oberflächliche Midlife-Crisis-Komödie“.[1]
- Der film-dienst spricht von einer „munteren und stellenweise flotten Ehe-, Verwechslungs- und Verführungskomödie“, wobei „gutgelaunte Darsteller den Hauptanteil des Vergnügens bilden.“[2]